# Xestia cara
Xestia cara är en fjärilsart som beskrevs av Márton Hreblay och Ronkay 1998. Xestia cara ingår i släktet Xestia och familjen nattflyn. Inga underarter finns listade i Catalogue of Life.